# Henrique Pedro Carlos de Beaurepaire-Rohan
Henrique Pedro Carlos de Beaurepaire-Rohan, primeiro e único visconde com grandeza de Beaurepaire-Rohan (Niterói, 12 de maio de 1812 — Rio de Janeiro, 19 de julho de 1894), foi um nobre, militar e político brasileiro. Foi filiado ao Partido Liberal.
Filho de Jacques Antoine Marc, conde de Beaurepaire, e da anglo-portuguesa Maria Margarida Skeys de Rohan, filha de cônsul inglês que serviu no Rio de Janeiro, e descendente da Casa de Rohan, da alta nobreza francesa. Seu pai foi marechal-de-campo do Exército Francês perseguido por Napoleão Bonaparte, tendo-se refugiado em Portugal e acompanhado D. João VI quando da vinda da corte para o Brasil; prestou relevantes serviços à coroa portuguesa. 

Armas do visconde de Beaurepaire-Rohan.

Sua irmã, Adelaide Francisca Madalena de Beaurepaire-Rohan, casou-se com Alexandre-Louis-Marie de Robert, conde d'Escragnolle, sendo pais do barão d'Escragnolle e de Gabrielle Herminie de Robert d'Escragnolle, esta casada com o conceituado pintor Félix Émile Taunay e mãe do visconde de Taunay. 
Casou-se com Guilhermina Müller de Campos, filha do marechal-de-campo Daniel Pedro Müller, e viúva do major Francisco Manuel das Chagas. Tendo sido padrasto do barão de Itaipu. 
Henrique Pedro assentou praça no exército aos 7 anos de idade e já em 1829 era segundo-tenente de artilharia. Passou para a arma de engenharia em 1837, onde atingiu o posto de marechal-de-campo, em 1874 e tenente-general, em 1880. Já na República, chegou à patente de marechal de exército, em 1890.
Em 1885 era conselheiro de guerra, comandante geral do corpo do Estado-Maior de 2ª classe e membro da comissão de promoções do Exército.
Foi vice-presidente da província do Paraná, de 27 de julho de 1855 a 1 de março de 1856. Foi presidente das províncias do Pará, de 29 de maio de 1856 a 26 de outubro de 1857, e da Paraíba, nomeado por carta imperial de 3 de setembro de 1857, de 9 de dezembro de 1857 a 4 de junho de 1859. Foi ministro da Guerra, nomeado em 1864 (ver Gabinete Furtado).
Bacharel em física e matemática, foi membro da comissão de trabalhos geográficos do Instituto Histórico e Geográfico Brasileiro e da Sociedade Auxiliadora da Indústria Nacional.
Recebeu o título, com as honras de grandeza, por decreto de 13 de junho de 1888. Gentil-homem da Imperial Câmara, foi grã-cruz da Imperial Ordem de São Bento de Avis, dignitário da Imperial Ordem da Rosa e comendador da Imperial Ordem de Cristo. Escreveu a Corografia da Província da Paraíba do Norte, publicada na Revista do Instituto Histórico da Paraíba, em 1911.
Foram notórios os vínculos Henrique de Beaurepaire-Rohan, então conselheiro de Estado do Império do Brasil, e o projeto de democracia rural elaborado nos círculos abolicionistas do Rio de Janeiro a partir de 1883, em particular com André Rebouças. Enquanto membro da elite tradicional do Império e devido ao sucesso de sua trajetória, Henrique de Beaurepaire-Rohan ajuda a legitimar os argumentos elaborados por certos abolicionistas que associam a abolição da escravidão à reforma do sistema fundiário. Embora o Congresso brasileiro não tenha aprovado o projeto de reforma agrária proposto por esses setores, as alianças entre os clubes abolicionistas radicais e membros da elite política do Império permitiram a ampla discussão desses projetos.

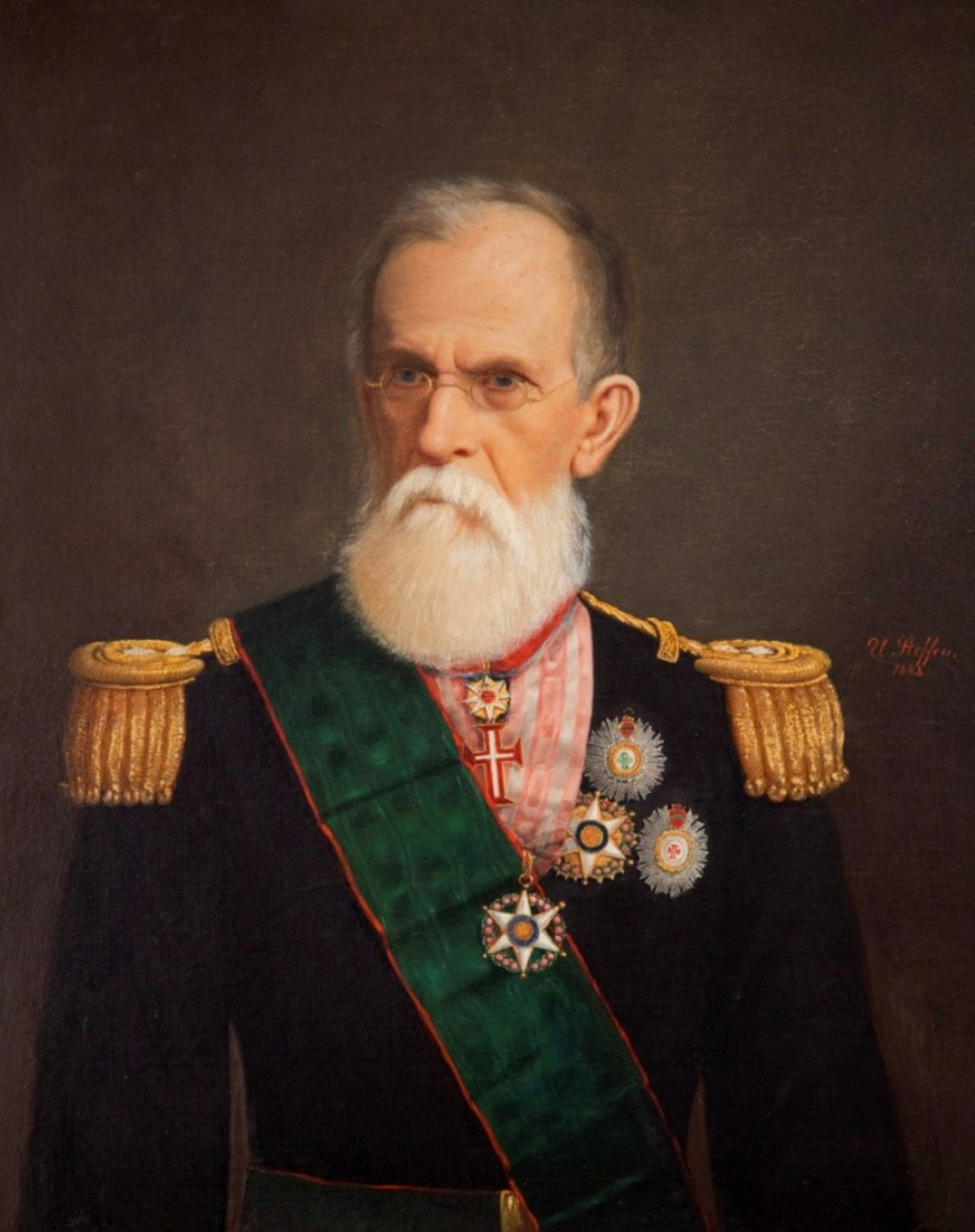
Marechal Henrique Pedro de Beaurepaire-Rohan.